# Thomas Douglas, V conte di Selkirk
Thomas Douglas, V conte di Selkirk (Saint Mary's Isle, 1771 – Pau, 1820), è stato un nobile scozzese.
Per aiutare i contadini scozzesi sfrattati dai loro territori trasformati in riserve di caccia fondò tra il 1803 e il 1812 tre colonie in Canada: la prima a Belfast sull'isola del Principe Edoardo, la seconda a Baldoon; la terza fu la Colonia di Red River.
In perenne conflitto coi cacciatori di pellicce, fu obbligato al rimpatrio nel 1818.